# Paranoid (filme)
Paranoid (bra A Casa do Mal) é um filme de suspense britânico de 2000 dirigido por John Duigan.

## Elenco principal
- Jessica Alba
- Iain Glen
- Jeanne Tripplehorn
- Ewen Bremner
- Mischa Barton